# Herb powiatu wodzisławskiego
Herb powiatu wodzisławskiego – jeden z symboli powiatu wodzisławskiego, ustanowiony 22 stycznia 2004.

## Wygląd i symbolika
Herb przedstawia na tarczy w polu błękitnym złotą głowę orła górnośląskiego. Pod nią złota półróża (dolna połowa róży), z czerwonym dnem i dwoma zielonymi listkami u dołu. Po prawej i lewej stronie głowy orła srebrna lilia. Róża to symbol nawiązujący do Wodzisławia Śląskiego – głównego miasta powiatu; jednocześnie róża ta, łącznie z dwiema liliami, nawiązuje do kultu Najświętszej Marii Panny, pod wezwaniem której kościoły i sanktuaria stoją m.in. w Wodzisławiu, Pszowie, Radlinie czy Turzy Śląskiej.